# Altos de Barahona

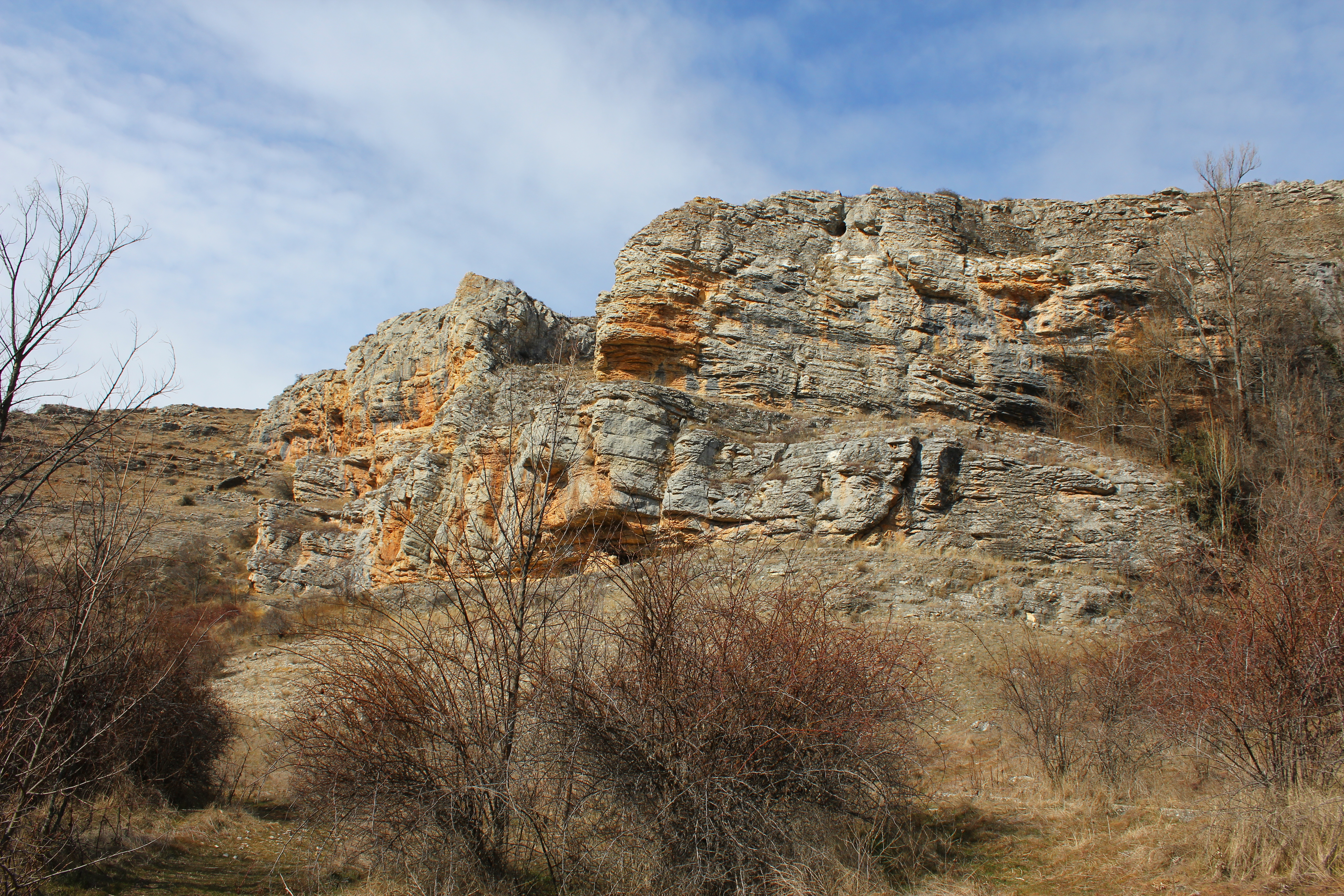
Cañón del río Talegones.

Los altos de Barahona es una paramera de España situada entre las localidades de Torrevicente, Barcones, La Riba de Escalote, Rello, Marazovel, Barahona, Alpanseque, Pinilla del Olmo, y parte de otros términos municipales (valga destacar a Romanillos de Medinaceli, Bordecorex, Retortillo de Soria o Arenillas, entre otros).
Se trata de un lugar designado como Zona de Especial Protección para las Aves (ZEPA) y Lugar de interés Comunitario (LIC). Forma parte de la Red Natura 2000 y ocupa una extensión de 42.898.7 hectáreas. En su mayoría, el terreno es de roca calcárea.

## Flora y fauna

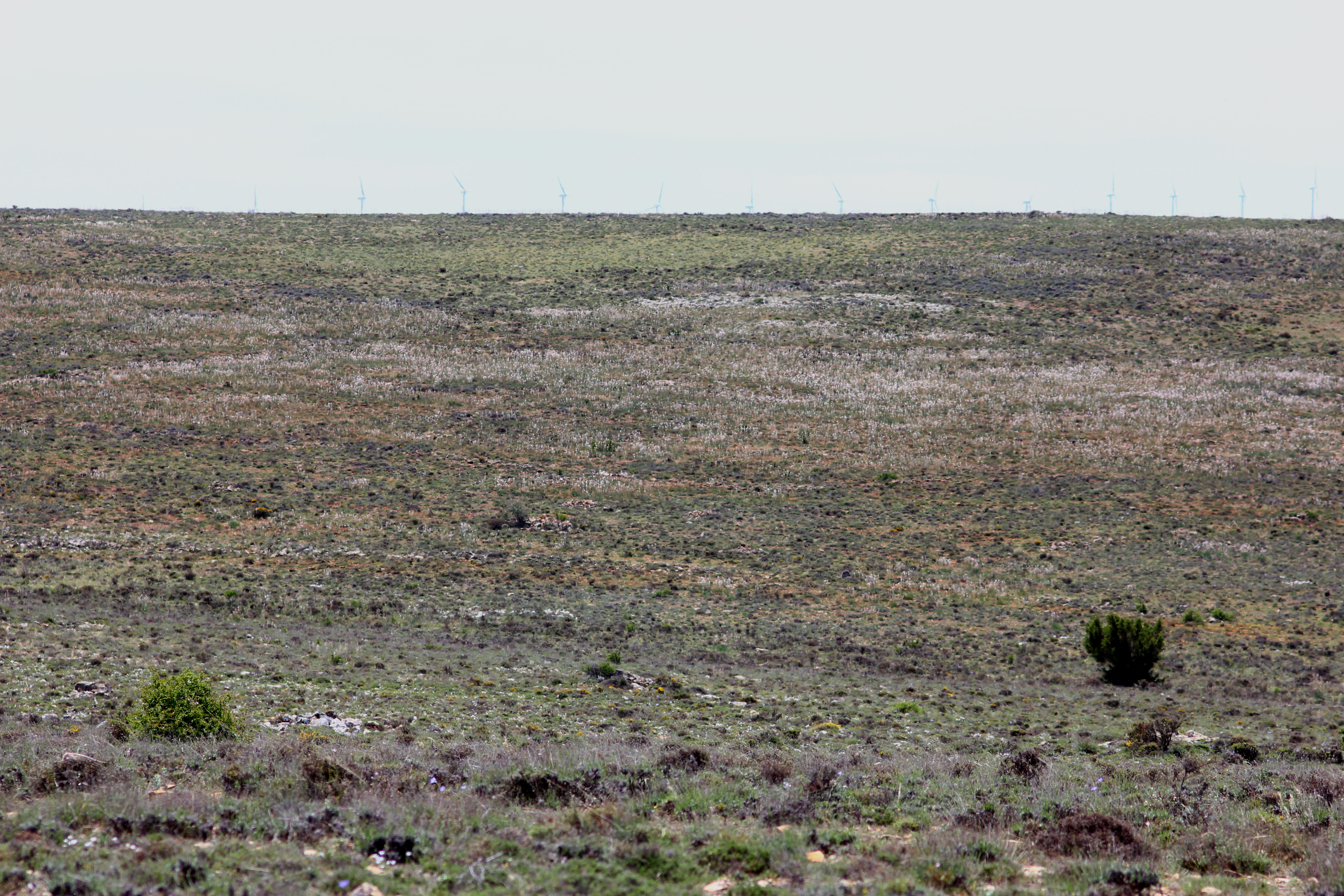
Páramo en Retortillo de Soria.

De los diferentes hábitats que se pueden encontrar en el lugar, destacan las importantísimas extensiones de brezales oromediterráneos endémico con aliaga, prados alpinos y subalpinos y encinares de chaparra (Quercus ilex). Por el lugar hay diferentes manantiales y pequeños arroyos y ríos con vegetación de ribera (Glaucium flavum a destacar). Existen una gran diversidad de orquídeas.
A la elevada densidad de rapaces (Búho real, aguilucho cenizo, buitre leonado, alimoche, milano negro y milano real, entre otras), hay que unir las importantísimas poblaciones de dos aves especialmente amenazadas: la alondra de Dupont (Chersophilus duponti), que con 2.200 parejas, es una de las más extensas poblaciones del globo (junto con la del Campo Taranz (Guadalajara)), y el sisón (Tetrax tetrax). No es extraño ver por estas parameras al alcaraván (Burhinus oedicnemus) o a la avutarda (Otis tarda). 
Dentro de los mamíferos, destaca la ocasional presencia del lobo ibérico (Canis Lupus) y la nutria (Lutra lutra).